# Кутанин, Михаил Павлович
Михаил Павлович Кута́нин (1883—1976) — русский психиатр, гипнолог, описавший синдром многописательства (Кутанина), «патриарх» саратовской психиатрической школы. Одним из первых в России начал практиковать психотерапию, музыкотерапию, библиотерапию, трудотерапию. 

## Биография
Родился во Владимирской области в семье председателя Владимирской земской управы, уездного предводителя дворянства Павла Васильевича Кутанина и Пелагеи Артемьевны Ивановой.
Детство провёл в имении в селе Марьино близ Владимира. Окончил гимназию, а затем родители отправили его в Берлин, где он окончил медицинский факультет Берлинского университета, и защитил диссертацию по химии мозга. Вернувшись в Москву, поступил на естественный факультет Московского Университета.
Служил военным врачом. Работал некоторое время на кафедре психиатрии Московского университета, которой в то время руководил Пётр Борисович Ганнушкин. Рано проявил себя как оратор и выдающийся лектор.
После Февральской революции 1917 г. был призван на фронт, назначен начальником санитарного поезда. Составил первое в отечественной психиатрии обстоятельное описание кокаинизма. Во время гражданской войны и послевоенной разрухи кокаинизм оказался распространён и в криминальной среде, а также среди подростков-беспризорников. Кутанин продолжал исследования в этой сфере и пришёл к выводу, что лечение пациентов с наркотической зависимостью в больнице общего профиля или на дому без строгого контроля и надзора «ни к чему не приведёт». Одним из первых стал говорить о необходимости создания специализированных клиник для наркозависимых. По приказу наркома Семашко был направлен из Москвы в Саратов в 1922 г., чтобы укрепить там психиатрическую помощь, восстановить психиатрическую колонию, где свирепствовала холера и брюшной тиф. В 1924 г. ему было предложено занять кафедру психиатрии при Саратовском медицинском институте. Создал психиатрическую клинику при 2-й Советской гор. больнице. За несколько лет работы приобрел в городе и области огромную популярность как ученый-лектор и как лечащий врач. Его имя стало настолько известным, что, если человек вел себя странно — ему говорили: «Тебе надо к Кутанину.»
В Саратове он основал первую в стране школу гипноза и творчески развил местную школу психиатрии. При этом он использовал опыт, полученный им в Западной Европе. Одним из первых познакомил отечественных врачей с учением о шизофрении и творчески развил его с учётом богатого практического опыта.
Читал публичные лекции в Политехническом музее г. Москвы — о любви, о здоровом быте, об алкоголизме.
Большую часть жизни в Саратове Кутанин Михаил Павлович прожил на улице Провиантской, дом 8. Этого дома больше нет.
Одним из первых в России Кутанин начал изучать проблему борьбы с наркозависимостью, он впервые стал лечить душевные болезни чтением тщательно подобранных книг в строго определённой последовательности — этот метод получил название библиотерапии. Профессор стал изучать влияние музыки на людей с больной психикой, и оказалось, что после проведения музыкальных концертов в психиатрических больницах поведение пациентов ощутимо менялось в лучшую сторону. «Это были как бы новые люди — настолько сильным было воздействие на них музыки», — писал Михаил Павлович, основавший музей творчества душевнобольных в возглавляемой им больнице для душевнобольных, причём многие его экспонаты представляют интерес отнюдь не только для медиков.
Ещё одним новшеством Кутанина стало внедрение трудотерапии в клиниках для душевнобольных. Больные мастерили различные поделки, лепили из глины и даже музицировали, что также способствовало их выздоровлению. Сам увлекался столярным делом, на даче в Сочи у него была столярная мастерская. Никогда не курил и не пил спиртного.
Однажды, во время проведения сеанса гипнотерапии с больным, страдающим раздвоением личности, пациент пырнул Кутанина ножом. Нож повредил легкое и чудом не задел пищевод. Спасло раненого лишь наличие отделения хирургии в том же здании.
В клинику профессора Кутанина съезжались пациенты из разных городов Советского Союза. Особенно успешно он лечил эпилепсию.
О широчайшем диапазоне научных интересов профессора Кутанина свидетельствуют названия его работ: «Психотерапия в работе участкового врача», «Бред и творчество», «Гений, слава и безумие», «К вопросу о хулиганстве в Саратове», «Самозванцы-ревизоры в наше время», «О психогенезе шизофренических заболеваний», «Здоровые зрелища», «Вопросы невропсихических заболеваний и организация психоневрологической помощи» и так далее — всего он оставил более 100 различных публикаций.
Кутанин стал основоположником русской школы гипноза. Он владел искусством гипнотического воздействия в совершенстве. Врач-нарколог А. Н. Хлебников, перенявший владение гипнозом у Кутанина, вспоминает: профессор любил рассказывать, как он работал с великим физиологом Иваном Михайловичем Сеченовым, часто поминал его в своих лекциях.
Во время Великой Отечественной войны Михаил Павлович работал в качестве военного врача, оказывая помощь раненым в госпиталях.
Михаил Павлович никому не позволял говорить о своих больных «сумасшедший», а только «душевнобольной» или просто «больной», и в клинике не знали смирительных рубашек. Пользуясь своим авторитетом и дружбой с известными артистами, часто устраивал в клинике концерты, утверждая новый метод лечения — музыкотерапию.
Из воспоминаний Ирины Михайловны, дочери Кутанина: «Человек доброжелательный, он был очень строг к себе и другим, не терпел нерях, растяп, не опаздывал никогда сам и не позволял другим. Ценил каждую минуту и поэтому успевал много лет подряд совмещать работу в клинике, в мединституте, в юридическом институте, в железнодорожной поликлинике, в поликлинике партактива, в хозрасчетной поликлинике, а вечером принимал пациентов на дому. Трудотерапию он считал одним из основных методов лечения и сам любил мастерить деревянные изделия. Обладая блестящим чувством юмора, он устраивал с друзьями (профессора Штерн, Парсамов, Краузе, Миротворцев) весёлые „капустники“, о которых потом долго вспоминали. (…) Он никогда не боялся высказать своё мнение, совершенно не боялся начальства, не боялся рисковать карьерой. Если же речь шла о судьбе больного, то он яростно защищал его в любых ситуациях, отстаивал свой диагноз. Даже в 1932—1952 гг., когда больному пытались приписать политические мотивы и осудить, предлагая „высшую меру“, он настаивал на повторной экспертизе и всегда оказывался прав (дело Литвиненко в юридическом институте)».
Много раз получал предложение вступить в КПСС, но отказывался, отделяя науку от политики. Жизнерадостный, активный, общительный и обаятельный доктор имел своеобразное представление об отдыхе: от него никто не слышал слова «устал».
Кутанин любил повторять: «Сойти с ума не каждому дано, на это ещё как минимум нужен ум!». После 1964 года он оставил руководство кафедрой психиатрии Саратовского мединститута, до конца своих дней оставаясь при ней консультантом.
Профессором Кутаниным был написан справочник по психиатрии, выдержавший 4 переиздания.
Скончался в возрасте 93 лет. Похоронен на Воскресенском кладбище Саратова.

## Нападение на М. П. Кутанина
Из воспоминаний В. Д. Волкова:
«Сразу после войны в Саратове было неимоверно много душевно неуравновешенных людей, а многие вернувшиеся с фронта были весьма опасны. У большинства было оружие. В 1945 году Михаил Павлович Кутанин шёл на работу во 2-ю Советскую больницу. До приёмного покоя больницы оставалось совсем немного, когда к нему подошёл душевнобольной. На вопрос Михаила Павловича, чего он хочет, тот размахнулся и ударил его в спину. Михаил Павлович закричал: „Помогите!“ Это услышали конвоиры, проводившие по улице колонну немецких военнопленных. Начальник конвоя навёл на нападавшего оружие и скомандовал „Руки вверх“. Тот подчинился, и в руке у него был окровавленный финский нож. Конвоиры сказали Михаилу Павловичу: „Да Вы ранены, у Вас кровь“. Михаил Павлович пытался сам дойти до больницы, но упал, и его донесли. Сразу же он попал к дежурному хирургу, и профессора спасли.
Эту историю многократно пересказывала Мария Григорьевна Кутанина, жена профессора, моя бабушка. Я был ещё очень мал, но запомнил шрам на спине дедушки, который много лет обрабатывали всеми доступными тогдашней медицине средствами. В 50-х годах на этом месте — слева под лопаткой — оставалось большое тёмное пятно. Гуляющие по сегодняшнему интернету сведения о нападении больного с ножом во время сеанса гипноза не могу прокомментировать, так как никогда об этом не слышал при жизни Михаила Павловича.»
Из воспоминаний С. Д. Кутанина:
«Историю о нападении я слышал от моей мамы, дочери М. П. Кутанина, Ирины. Нападение произошло на улице. Напавший, по фамилии Рыбакин, прежде лечился у Михаила Павловича. Удар был нанесён со спины, в лёгкое. Когда над раненым Михаилом Павловичем собрался консилиум из всех светил саратовской медицины, предлагая различные способы лечения, он просил профессоров дать ему выжить, не вмешиваясь в этот процесс.»

## Семья
Отец — предводитель дворянства Владимирского уезда, статский советник, Кутанин Павел Васильевич. Мать — Полина Иванова, дочь генерала Артемия Иванова, участника Крымской войны, среди её предков по матери — военачальники Платон Иванович Каблуков и Федот Семёнович Толбухин.
От первого брака у него родился сын Владимир. Во втором браке Михаил Павлович был женат на сестре милосердия Марии Григорьевне Михайловой, дворянского рода, из Соликамска. В этом браке родились дочери Ирина и Ольга. Также у него был сын Олег.